# Rierguscha viridipennis
Rierguscha viridipennis är en skalbaggsart som först beskrevs av Bruch 1925.  Rierguscha viridipennis ingår i släktet Rierguscha och familjen långhorningar. Inga underarter finns listade i Catalogue of Life.